# Sarah Hendrickson

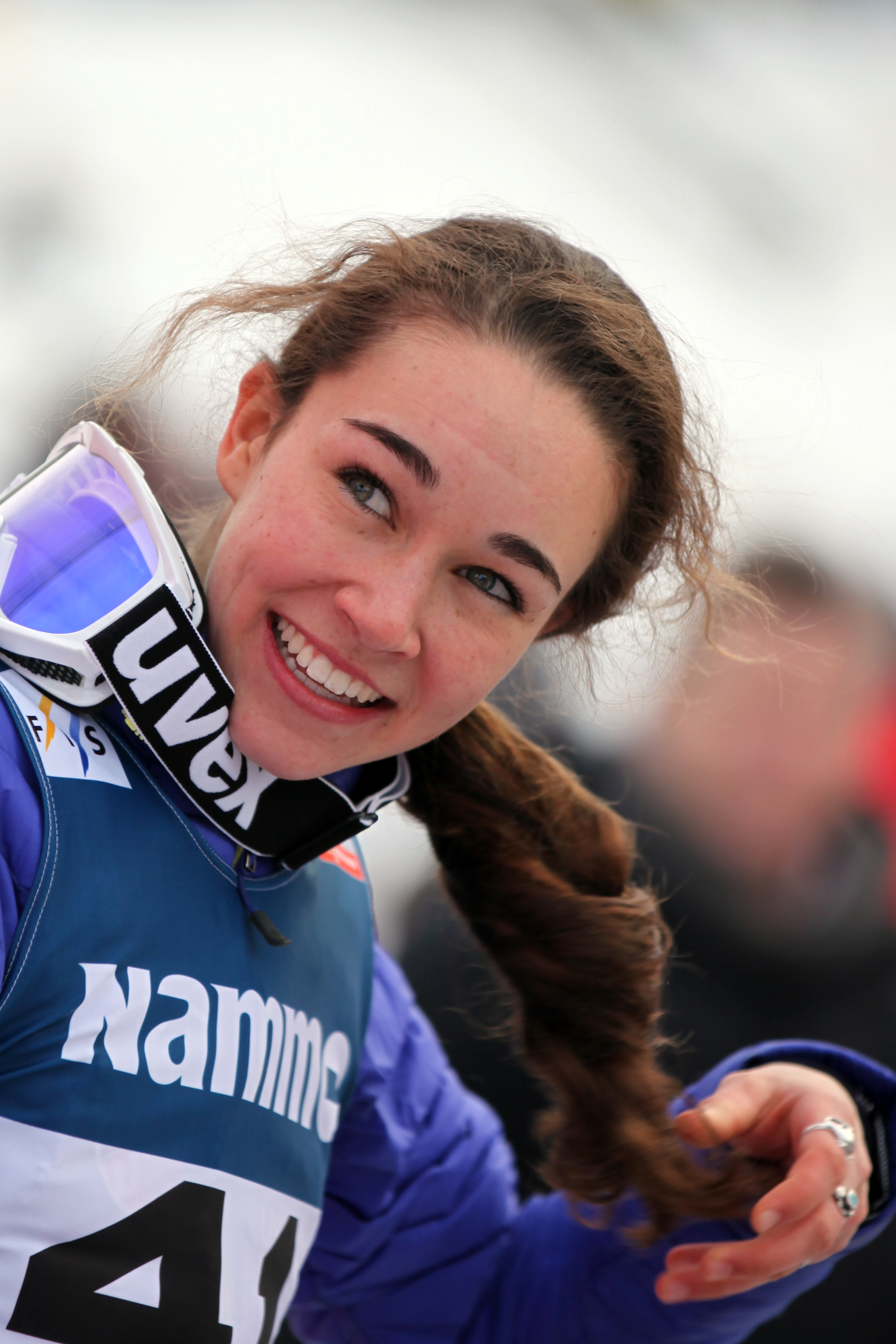
Sarah Hendrickson

Sarah Hendrickson, född 1 augusti 1994 i Salt Lake City, är en amerikansk backhoppare som tävlar för Park City Nordic Ski Club.

## Karriär
Sarah Hendrickson blev historisk då hon vann den allra första deltävlingen i världscupen i backhoppning för damer som startade säsongen 2011/2012. Hendrickson vann 3 december 2011 i Lysgårdsbacken i Lillehammer före Coline Mattel, Frankrike och Melanie Faisst, Tyskland. Hon vann ytterligare tre deltävlingar i världscupen januari 2012 och har fortsatt att göra solida insatser i världscupen med flera delsegrar i februari och mars 2012.
I junior-VM i Zakopane 2008 tog Hendrickson en 16. plats. Två år senare, i junior-VM 2010 i Hinterzarten vann hon en bronsmedalj. I junior-VM 2011 i Otepää kom hon på 18:e plats. I senior-VM 2009 i Liberec (det allra första senior-VM för kvinnor) tog hon 29. plats. Lindsey Van, USA vann tävlingen före Ulrike Grässler, Tyskland och Anette Sagen, Norge. I sitt andra senior-VM i Oslo 2011 blev hon nummer 16 i normalbacken. Daniela Iraschko, Österrike vann VM-tävlingen  före Elena Runggaldier, Italien och Coline Mattel.
Sarah Hendrickson har deltagit i kontinentalcupen sedan 16 februari 2008 där hon tog en 24. plats i Rastbüchl, Breitenberg. Säsongen 2009/2010 blev hon nummer 6 totalt i kontinentalcupen, hennes bästa placering hittills. Hon har två vinster i deltävlingar, i Zakopane 7 februari 2009 och i Bischofsgrün 10 augusti 2010.
Hon deltog i olympiska vinterspelen 2014 och 2018.